# Scott Beal
Scott Rathbone Beal (født 14. april 1890, død 10. juli 1973) var en amerikansk filminstruktør og assisterende filminstruktør. Han vandt en Oscar for bedste assisterende instruktør i 1934.
Han begyndte sin karriere som skuespiller i 1915, inden han begyndte på den anden side af kameraet året efter. Som assisterende instruktør arbejdede han på Tod Brownings Dracula i 1931 og Robert Floreys Murders in the Rue Morgue.

## Udvalgte film

### Instruktør
- Just Like a Woman (1923)
- Straight from the Heart (1935)
- Convicts at Large (1938)

### Assisterende instruktør
- Undine (1916)
- Bjergtøsen (1919)
- Sydhavets skræk (1920)
- De døde Skibes Ø (1923)
- Dracula (1931)
- Murders in the Rue Morgue (1932)
- Hverdagens Helte (1932)
- Lykken banker på din dør (1934)
- Godfrey ordner alt (1936)
- Banjo - historien om en hund (1947)